# 林俊宏
林俊宏（1944年4月6日—），日本棒球選手，出生於愛知縣，曾經效力於日本職棒軟體銀行鷹等隊伍，於1978年退休，生涯通算29次勝投。